# Ignăței
Ignăței è un comune della Moldavia situato nel distretto di Rezina di 2.426 abitanti al censimento del 2004